# Bottapotamon lingchuanense
Bottapotamon lingchuanense е вид ракообразно от семейство Potamidae.

## Разпространение
Видът е разпространен в Китай (Гуанси).